# Fiesta Nacional de Suecia
 La Fiesta Nacional de Suecia o el Día Nacional de Suecia (en sueco: Sveriges nationaldag) es una fiesta nacional que se celebra anualmente en Suecia el 6 de junio. Antes de 1983, el día se celebraba como el Día de la bandera (en sueco: Svenska flaggans dag), hasta que fue renombrado a su denominación actual por el Riksdag.

## Historia

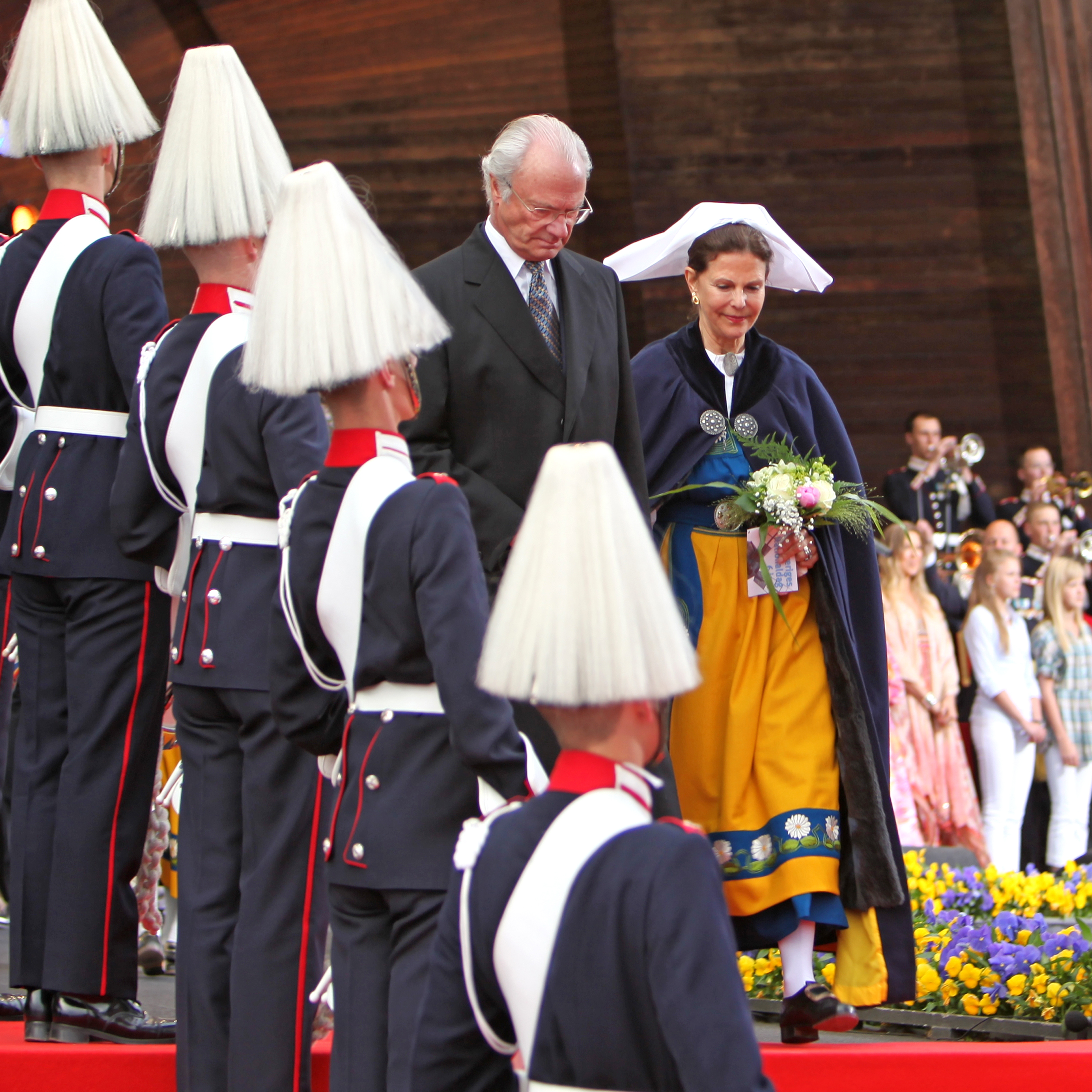
El rey Carlos XVI Gustavo y la reina Silvia en Skansen en 2009

La tradición de celebrar esta fecha comenzó en 1916 en el Estadio Olímpico de Estocolmo, en honor a la elección del rey Gustavo Vasa en 1523, ya que se consideraba la fundación de la Suecia moderna. Hay quien cuestiona[¿quién?] su validez como feriado nacional, ya que no se celebró como feriado hasta décadas después. Sin embargo, este evento significa el final de la Unión de Kalmar gobernada por Dinamarca, por lo que en cierto sentido es un símbolo de la independencia sueca, aunque se produjo hace tanto tiempo que no tiene una presencia tan fuerte en la conciencia social como, por ejemplo, el Día de la Constitución noruega, o Syttende Mai.
En 2005, se convirtió en un día festivo oficial sueco, en sustitución del Lunes de Pentecostés. Este cambio supuso en la práctica una reducción del número de días festivos (o un aumento del número de días laborales) ya que el 6 de junio cae periódicamente en fin de semana, a diferencia del Lunes de Pentecostés, que siempre se celebraba un lunes. Una de las tradiciones más recientes que han surgido desde la proclamación del Día Nacional como día festivo es la invitación del Rey al público para visitar gran parte del Palacio Real de Estocolmo a lo largo del día, sin tener que pagar el precio habitual por la entrada.

## Galería

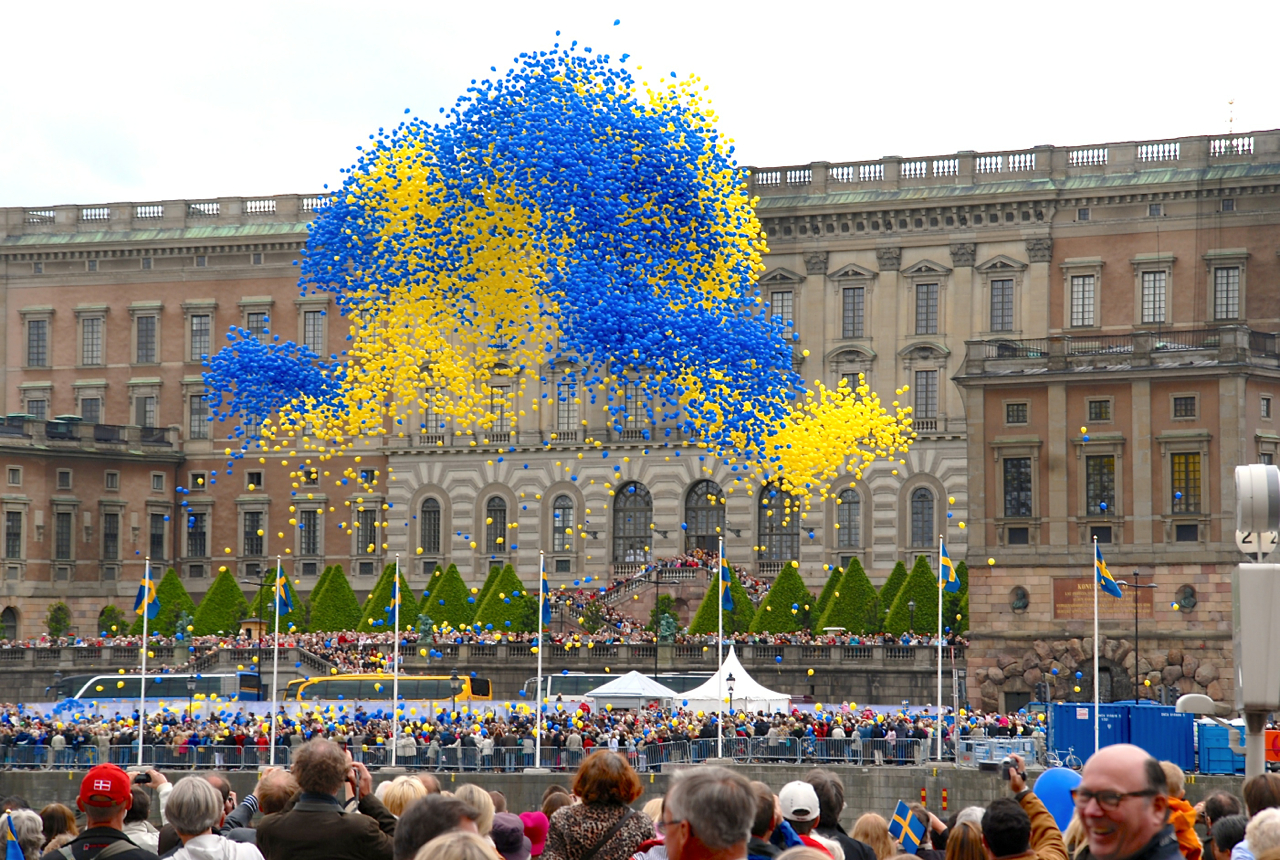
Celebración de la Fiesta Nacional en el Palacio Real de Estocolmo (2009)
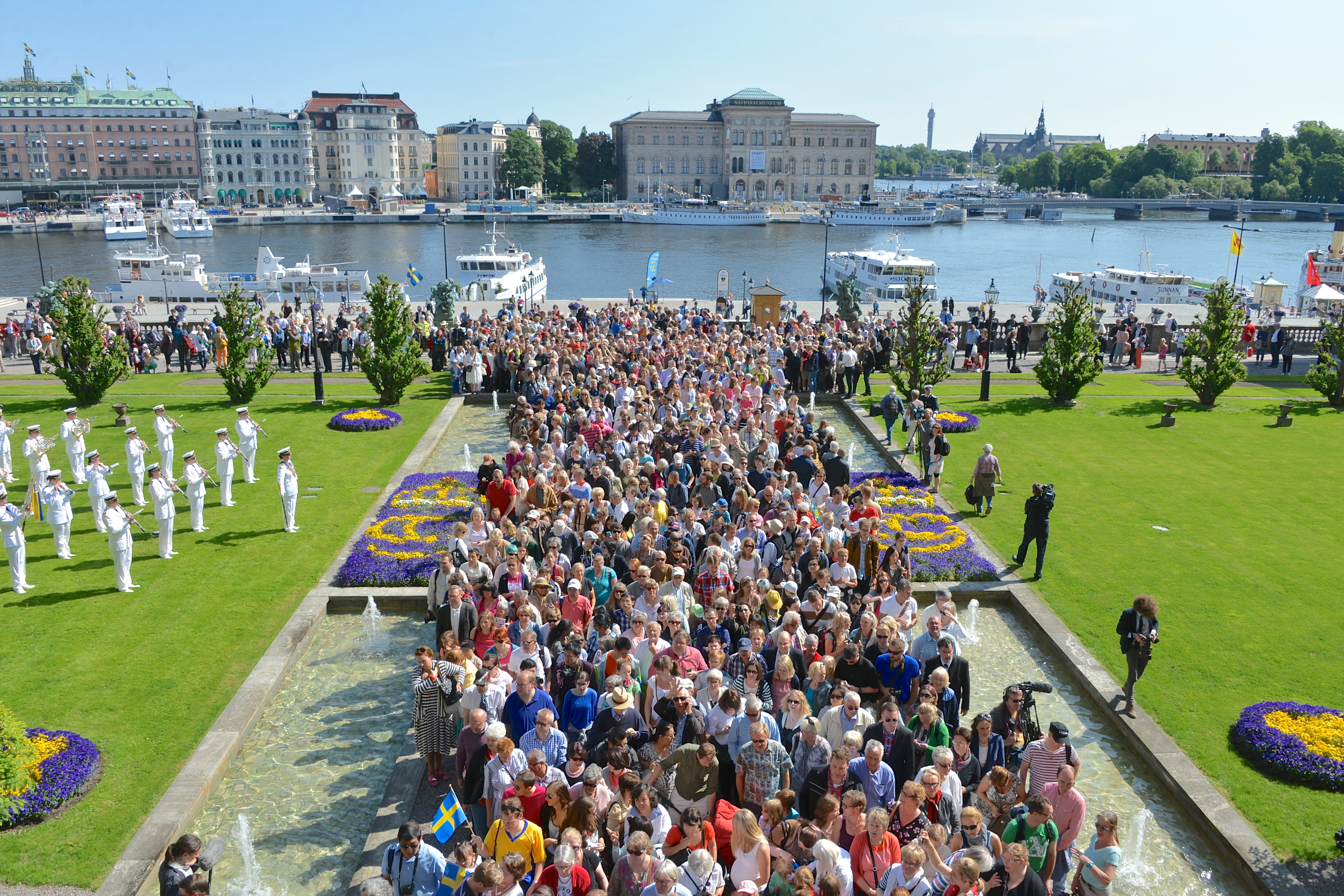
Entrada del Palacio Real de Estocolmo (2013)
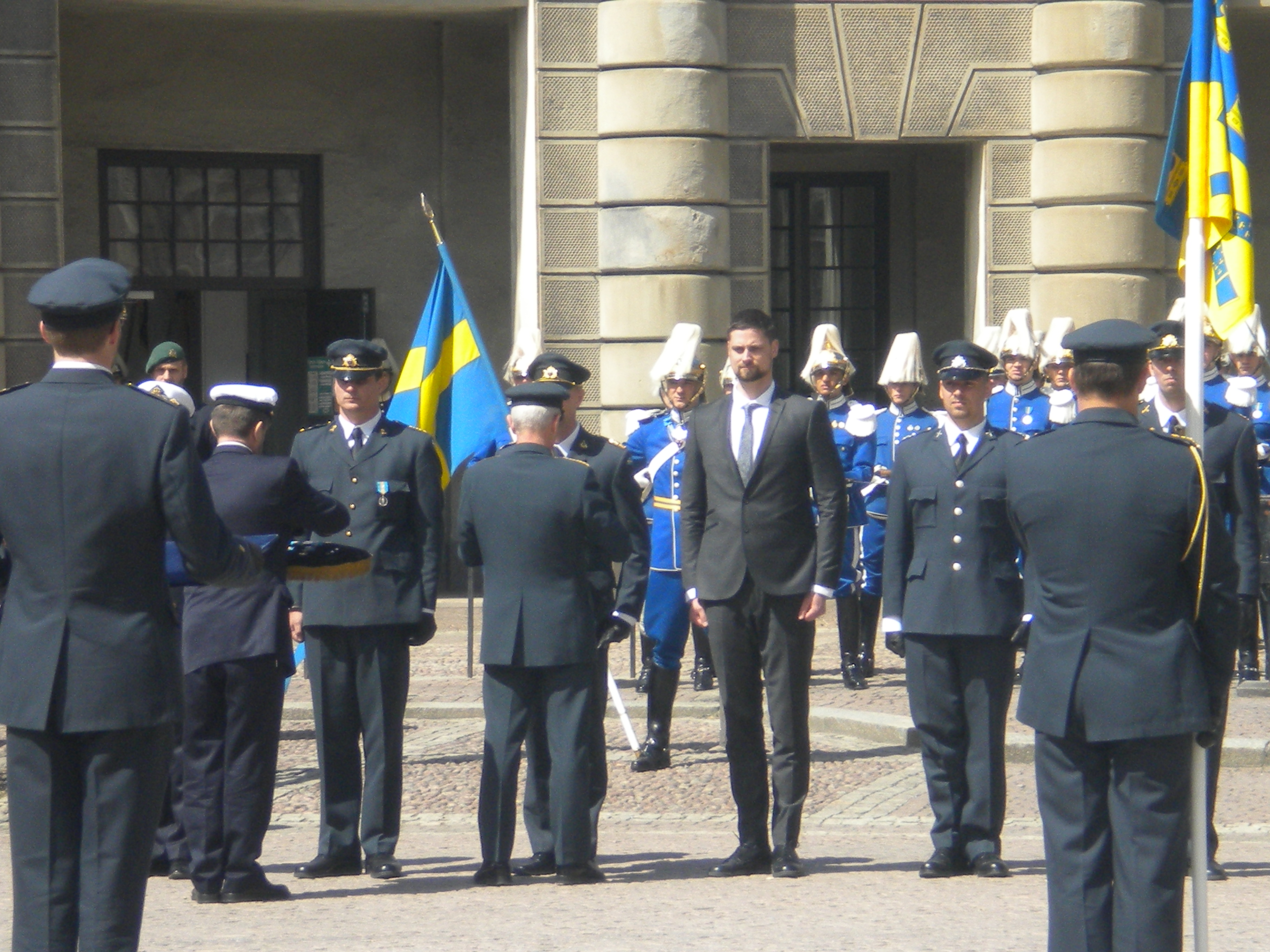
Soldados suecos de la ONU reciben la Medalla al Mérito en la Fiesta Nacional (2012)
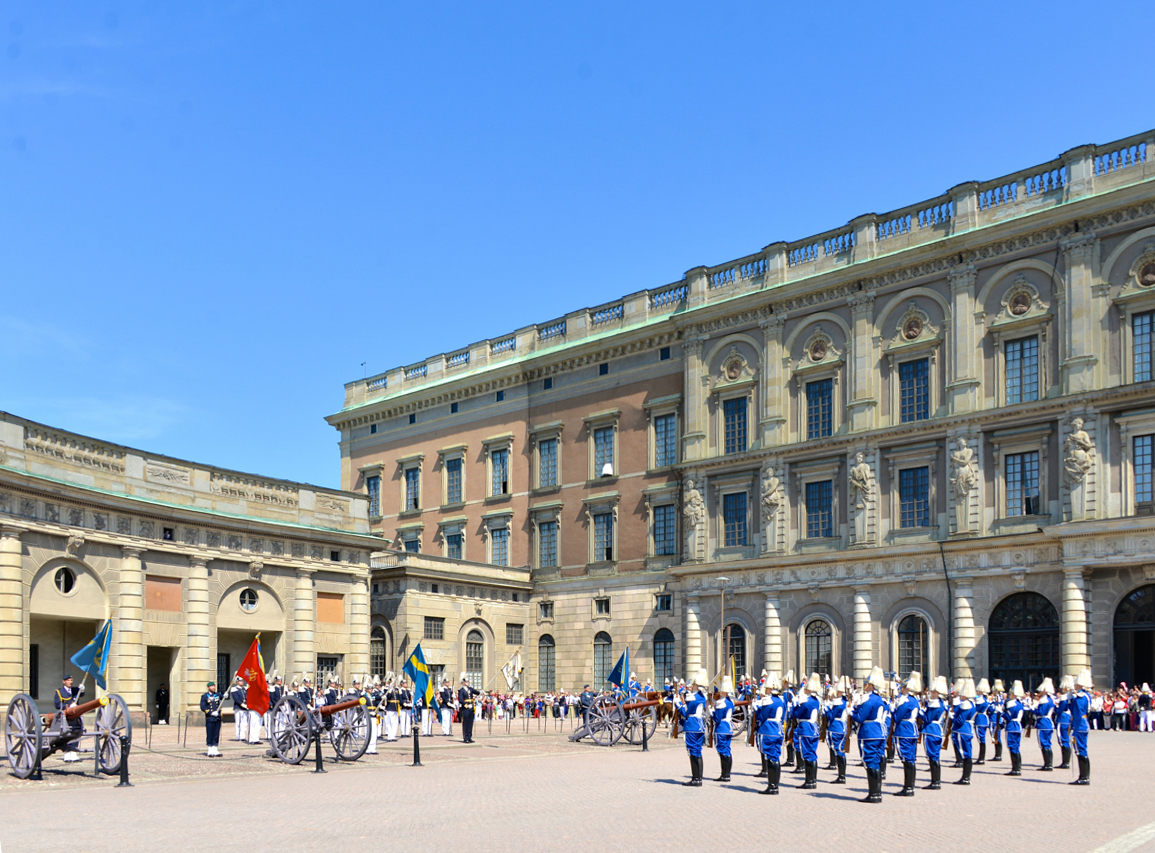
Celebración de la Fiesta Nacional en el patio exterior del Palacio Real de Estocolmo (2013)